# Copa Centroamericana de Fútbol Playa 2018
La Copa Centroamericana de Fútbol Playa de 2018, también conocida como Copa UNCAF de Fútbol Playa 2018 fue la tercera edición de este torneo de fútbol playa organizado por la Unión Centroamericana de Fútbol (UNCAF) tras la iniciativa de la Federación Salvadoreña de Fútbol (FESFUT). Como en la edición anterior, el campeonato se desarrolló en el Estadio Nacional de la Costa del Sol ubicado en esta playa de San Luis La Herradura, departamento de La Paz.
El torneo fue anunciado el 13 de marzo de 2018 en conferencia de prensa por las autoridades de la UNCAF y de la FESFUT en compañía de representantes del Instituto Salvadoreño de Turismo, patrocinadores, del director técnico y jugadores de la Selección de fútbol playa de El Salvador; el campeonato se desarrolló entre el 29 y el 31 de marzo y contó con la participación de la selección anfitriona -El Salvador-, y de las selecciones de Panamá -campeona de CONCACAF en 2017-, Costa Rica -que ha participado en todos los torneos de UNCAF- y Belice -que participó en la primera edición del torneo-.

## Sistema de competencia
El sistema de competencia del torneo será un todos contra todos, en el cual los equipos se enfrentarán en una única oportunidad. El campeón se decidirá por la mayor cantidad de puntos obtenidos al finalizar las tres jornadas siguiendo las reglas que establecen las normativas para campeonatos internacionales: 3 puntos por partido ganado en tiempo regular, 2 puntos por partido ganado en prórroga, 1 punto por partido ganado en tanda de penaltis. En caso de empates en puntos se definirán las posiciones por la mayor diferencia entre goles anotados y goles recibidos de las selecciones empatadas, de persistir el empate se hará la definición por el encuentro particular entre las selecciones en disputa.

## Participantes
| Equipos participantes | Equipos participantes | Equipos participantes | Equipos participantes |
| --------------------- | --------------------- | --------------------- | --------------------- |
| El Salvador           | Belice                | Costa Rica            | Panamá                |

## Calendario y resultados
Todos los horarios son en UTC-6, hora local de El Salvador.
La transmisión de los encuentros se realizó de forma local a través de Canal 4 de Telecorporación Salvadoreña y por medio del canal de pago Tigo Sports.
| Equipo      | Pts | PJ | PG | PG+ | PG | GF | GC | Dif |
| ----------- | --- | -- | -- | --- | -- | -- | -- | --- |
| El Salvador | 9   | 3  | 3  | 0   | 0  | 14 | 5  | +9  |
| Panamá      | 4   | 3  | 1  | 1   | 1  | 12 | 10 | +2  |
| Costa Rica  | 4   | 3  | 1  | 1   | 1  | 11 | 11 | 0   |
| Belice      | 0   | 3  | 0  | 0   | 3  | 9  | 20 | -11 |

### Jornada 1
| 29 de marzo de 2018, 16:00 | Costa Rica | 2-2 | Panamá | Estadio Nacional de la Costa del Sol, San Luis La Herradura, La Paz |  |

| 29 de marzo de 2018, 17:15 | El Salvador | 5-1 | Belice | Estadio Nacional de la Costa del Sol, San Luis La Herradura, La Paz |  |

### Jornada 2
| 30 de marzo de 2018, 16:00 | Panamá | 8-2 | Belice | Estadio Nacional de la Costa del Sol, San Luis La Herradura, La Paz |  |

| 30 de marzo de 2018, 17:15 | El Salvador | 3-2 | Costa Rica | Estadio Nacional de la Costa del Sol, San Luis La Herradura, La Paz |  |

### Jornada 3
| 31 de marzo de 2018, 16:00 | Belice | 6-7 | Costa Rica | Estadio Nacional de la Costa del Sol, San Luis La Herradura, La Paz |  |

| 31 de marzo de 2018, 17:15 | El Salvador | 6-2 | Panamá | Estadio Nacional de la Costa del Sol, San Luis La Herradura, La Paz |  |

|                                   |
| Campeón El Salvador Tercer título |